# San Francisco 49ers 1999
La stagione 1999 dei San Francisco 49ers è stata la 50ª della franchigia nella National Football League. Questa sarebbe stata l'ultima annata da professionista per Steve Young, costretto al ritiro per le numerose commozioni cerebrali subite in carriera
San Francisco iniziò la stagione con un record di 3-1 ma Young, in seguito a un placcaggio di Aeneas Williams, subì l'infortunio che lo portò al ritiro nella settimana 3. Dopo avere battuto gli Arizona Cardinals e i Tennessee Titans senza Young, i 49ers persero 10 delle successive 11 gare, mancando i playoff per la prima volta dal 1991 e solamente per la seconda volta nelle ultime 17 stagioni. Fu anche la loro prima stagione con meno di 10 vittorie (escluse le stagioni accorciate per sciopero) dal 1980.

## Partite

### Stagione regolare
| Turno | Data               | Avversario              | Risultato          | Record             | Pubblico           |
| ----- | ------------------ | ----------------------- | ------------------ | ------------------ | ------------------ |
| 1     | 12/9/1999          | at Jacksonville Jaguars | S 3–41             | 0–1                | 68,678             |
| 2     | 19/9/1999          | New Orleans Saints      | V 28–21            | 1–1                | 67,685             |
| 3     | 27/9/1999 (Lun.)   | at Arizona Cardinals    | V 24–10            | 2–1                | 72,100             |
| 4     | 3/10/1999          | Tennessee Titans        | V 24–22            | 3–1                | 67,447             |
| 5     | 10/10/1999         | at St. Louis Rams       | S 20–42            | 3–2                | 65,872             |
| 6     | 17/10/1999         | Carolina Panthers       | L 29–31            | 3–3                | 68,151             |
| 7     | 24/10/1999         | at Minnesota Vikings    | S 16–40            | 3–4                | 64,109             |
| 8     | Settimana di pausa | Settimana di pausa      | Settimana di pausa | Settimana di pausa | Settimana di pausa |
| 9     | 7/11/1999          | Pittsburgh Steelers     | S 6–27             | 3–5                | 68,657             |
| 10    | 14/11/1999         | at New Orleans Saints   | S 6–24             | 3–6                | 52,198             |
| 11    | 21/11/1999         | St. Louis Rams          | S 7–23             | 3–7                | 68,193             |
| 12    | 29/11/1999 (Lun.)  | Green Bay Packers       | S 3–20             | 3–8                | 68,304             |
| 13    | 5/12/1999          | at Cincinnati Bengals   | S 30–44            | 3–9                | 53,463             |
| 14    | 12/12/1999         | Atlanta Falcons         | V 26–7             | 4–9                | 67,465             |
| 15    | 18/12/1999 (Sab.)  | at Carolina Panthers    | S 24–41            | 4–10               | 62,373             |
| 16    | 26/12/1999         | Washington Redskins     | S 20–26 (DTS)      | 4–11               | 68,329             |
| 17    | 3/1/2000 (Lun.)    | at Atlanta Falcons      | S 29–34            | 4–12               | 57,980             |

## Premi
- Bryant Young:

comeback player of the year